# Gesetz über Energiedienstleistungen und andere Energieeffizienzmaßnahmen
Das Gesetz über Energiedienstleistungen und andere Energieeffizienzmaßnahmen (EDL-G) soll für einen geringeren Primärenergieverbrauch sorgen und damit den Klimaschutz unterstützen. Es geht auf eine EU-Richtlinie zurück und richtet sich vor allem an Unternehmen. Unter anderem werden mit dem Gesetz größere Unternehmen verpflichtet, regelmäßig ihren Energieverbrauch prüfen zu lassen.
Das Energiedienstleistungsgesetz trat am 12. November 2010 als Art. 1 des Gesetzes zur Umsetzung der Richtlinie des Europäischen Parlaments und des Rates über Endenergieeffizienz und Energiedienstleistungen in Kraft und wurde am 22. April 2015 durch Art. 1 des Gesetzes zur Teilumsetzung der Energieeffizienzrichtlinie und zur Verschiebung des Außerkrafttretens des § 47g Absatz 2 des Gesetzes gegen Wettbewerbsbeschränkungen umfassend novelliert. 
Das Gesetz macht Vorgaben der Richtlinie 2012/27/EU (Energieeffizienz-Richtlinie) für Deutschland verbindlich. Die Gesetzgebung soll dazu beitragen, die Effizienzziele der EU-Mitgliedstaaten zu erreichen, nach denen der Primärenergieverbrauch bis 2020 um 20 Prozent reduziert werden muss. Ein Kern des 2015 novellierten EDL-Gesetzes ist die Verpflichtung von Unternehmen, die keine Kleine und mittlere Unternehmen sind, mindestens alle vier Jahre ihren Energieverbrauch von akkreditierten Experten überprüfen zu lassen. Eine Möglichkeit ist, dieser Vorgabe durch sogenannte Energieaudits nachzukommen. Mit den für die Umsetzung des Energiedienstleistungsgesetzes notwendigen Aufgaben ist die beim Bundesamt für Wirtschaft und Ausfuhrkontrolle (BAFA) angesiedelte Bundesstelle für Energieeffizienz (BfEE) beauftragt.
Großunternehmen gemäß der EU-Empfehlung 2003/361/EG sind verpflichtet, ein Energieaudit durchzuführen. Nach Beendigung des ersten Energieaudits ist mindestens alle vier Jahre ein weiteres Energieaudit durchzuführen.